# Jan (biskup Imbaby)
Jan (ur. 10 maja 1959 w Gizie) – duchowny Koptyjskiego Kościoła Ortodoksyjnego, od 2013 biskup Imbaby.

## Życiorys
22 stycznia 1989 złożył śluby zakonne w monasterze Syryjczyków. Święcenia kapłańskie przyjął 5 marca 1996. Sakrę biskupią otrzymał 10 marca 2013.